# Морська колючка
Морська колючка, або довгорила колючка — вид променеперих риб з родини колючкові. Єдиний представник в роді Spinachia.

## Опис
Тіло дуже витягнуте з довгим тонким хвостовим стеблом. Передня і середня частини тулуба мають п'ятигранну форму на поперечному перерізі. Рило довге, тонке. Спинний плавець має 14-17 окремих шипів і 6-7 з'єднаних променів. Анальний поавець з одним колючим променем і 6-7 з'єднаними променями. На черевному плавці один колючий промінь і один короткий промінь. Грудні плавці у самців крупніші, ніж у самок. Маленький плавець на хвості із заокругленим заднім краєм. Забарвлення варіює в залежності від місця проживання — зеленувата або коричнева, передня частина тіла у самців латунно-жовта, під час нересту — з блакитним блиском.
Максимальна довжина тіла 22 см .

## Ареал
Поширена в західній Атлантиці від Біскайської затоки до мису Нордкап ; Північне море, Балтійське море (але не в Ботническом затоці); в Фінській затоці крім східної частини, де солоність нижче 5 ‰.

## Біологія
Зустрічається на глибині до 10 м в заростях водоростей. Навесні самець починає будівництво гнізда у водоростях з їх шматочків, які склеює особливим секретом. У травні і червні самки відкладають 150—200 ікринок в гніздо, яке потім самець захищає. Час дозрівання ікринок — до 20 днів. Личинки, що вилуплюються, довжиною близько 6 мм. Молодь уже в наступному році досягає статевої зрілості. Живиться безхребетними, ікрою та личинками риб.